# Амурская колёсная дорога
Амурская колёсная дорога — трактовая дорога для гужевого транспорта между Хабаровском и Благовещенском («Колесуха»), строившаяся силами крестьян-переселенцев, солдат и каторжан.

## История
На конец XIX столетия, в Амурской области, казачьи станицы содержали тракт вдоль Амура для дохода от почтовой гоньбы.
Строительство дороги началось в 1898 году и велось летом и зимой вдоль реки Амур, по болотам. Дорога длиной 2 000 километров имела в ширину четыре — пять метров, мосты были деревянными, а через большие реки устроены паромные переправы. До 1905 года туда посылались в основном уголовные, с 1905 года к ним прибавились политические. Свыше тысячи арестантов размещались в лагерях, которые устраивались и ликвидировались по мере хода работ. Нужно было расчистить лес, провести дороги, устроить жилища, организовать доставку воды, пищи и других запасов. Каторжане работали в кандалах, скованными по десять человек (один политический на девять уголовных) и были связаны круговой порукой: в случае побега одного наказывались оставшиеся девять. В связи с полной изоляцией лагерей там царило беззаконие и среди каторжан была высокая смертность.
В 1909 году открылся почтовый тракт Благовещенск — Хабаровск. Строительство дороги закончилось в 1910 году. А в Военной энциклопедии Сытина указано что в Амурской области, на начало XX столетия, в области, из грунтовых дорог наибольшее значение имел колесный путь Благовещенск — Хабаровск и так называемый «почтовый тракт» по берегу Амура, представляющий собою или плохую грунтовую дорогу, или вьючную тропу. Завершённая в 1910 году Амурская колёсная дорога уже через год в ряде труднопроходимых мест оказалась непроезжей. За 11,5 лет постройки Амурской колёсной дороги протяженностью 1024 версты государство израсходовало порядка 3347060 рублей.